# Dune (film din 2021)
Dune (titrat în film Dune: Partea Întâi) este un film SF american regizat de Denis Villeneuve. Este ecranizarea primei părți a romanului Dune de Frank Herbert. În rolurile principale sunt actorii Timothée Chalamet, Rebecca Ferguson, Stellan Skarsgård, Josh Brolin, Oscar Isaac și Zendaya. Premiera a fost programată la 1 octombrie 2021, iar în România la 22 octombrie. Inițial, filmul ar fi trebuit să apară în anul 2020, dar a fost amânat din cauza Pandemiei de COVID-19.
Urmarea sa, Dune: Partea II, a avut premiera la Londra pe 15 februarie 2024.

## Rezumat
În anul 10191 al Calendarului Imperial, ducele Leto Atreides primește de la împăratul Shaddam al IV-lea planeta deșertică foarte profitabilă și foarte periculoasă Arrakis. Cunoscută și sub denumirea de „Dune”, această planetă este singura sursă a celei mai prețioase substanțe din Imperiu, „Mirodenia”, un medicament care prelungește viața umană, imunizează împotriva otrăvurilor și oferă facultăți mentale supraomenești și, în special, face posibilă navigația interstelară și comerțul interplanetar, baza întregii economii imperiale.
Deși Leto știe că această ocazie este o capcană complexă întinsă de dușmanii săi – baronul Harkonnen care s-a îmbogățit timp de optzeci de ani datorită exploatării Mirodeniei – el ia cu el pe concubina sa Bene Gesserit, Lady Jessica, și pe tânărul lor fiu și moștenitor, Paul, precum și pe cei mai loiali soldați ai lor de pe Arrakis. Leto preia controlul asupra extracției condimentelor, activitate periculoasă prin prezența viermilor giganți de nisip care atacă orice sursă de vibrație. Dar, după ce o trădare, Paul și Jessica ajung la fremeni, oamenii indigeni de pe Arrakis care trăiesc în adâncurile deșertului planetei. Fremenii îl așteaptă pe Mahdi, mesia care va instiga revolta și îi va elibera de opresiunea Imperiului.

## Distribuție
- Timothée Chalamet - Paul Atreides, moștenitorul ducal al Casei Atreides.
- Rebecca Ferguson - Lady Jessica, mama lui Paul Bene Gesserit și concubina ducelui Leto.
- Oscar Isaac - Ducele Leto Atreides, tatăl lui Paul și ducele Casei Atreides, încredințat cu administrarea planetei Arrakis (sau Dune).
- Josh Brolin - Gurney Halleck, maestrul armelor al Casei Atreides și unul dintre mentorii lui Paul.
- Stellan Skarsgård - Baronul Vladimir Harkonnen, baron al Casei Harkonnen, inamic al Casei Atreides și fost administrator al plantei Arrakis
- Dave Bautista - Glossu Rabban, nepotul baronului Harkonnen.
- Stephen McKinley Henderson - Thufir Hawat, mentat al Casei Atreides.
- Zendaya - Chani, o tânără fremenă femeie de care Paul se îndrăgostește.
- David Dastmalchian - Piter De Vries, mentatul strâmb al Casei Harkonnen.
- Chang Chen - Dr. Wellington Yueh, doctor care a absolvit școala Suk, angajat și trădător al casei Atreides.
- Sharon Duncan-Brewster - Dr. Liet-Kynes, ecologistă imperial și judecătoare a schimbării administrației de pe Arrakis.
- Charlotte Rampling - Gaius Helen Mohiam, Cucernica Maică Bene Gesserit și Dreptvorbitoarea împăratului.
- Jason Momoa - Duncan Idaho, Maestrul de arme al Casei Atreides, absolvent al Școlii Ginaz, unul dintre mentorii lui Paul.
- Javier Bardem - Stilgar, căpetenie a tribuluiui fremen Sietch Tabr.
- Babs Olusanmokun - Jamis, un fremen din Sietch Tabr.
- Benjamin Clementine - vestitor al schimbării, șeful unei delegații imperiale trimise pe planeta Caladan.

## Vezi și
- Listă de filme științifico-fantastice din anii 2020